# Benimakia
Benimakia là một chi ốc biển, là động vật thân mềm chân bụng sống ở biển trong họ Fasciolariidae.

## Các loài
Các loài trong chi Benimakia gồm có:
- Benimakia cloveri Snyder & Vermeij, 2008[2]
- Benimakia delicata Vermeij & Snyder, 2003[3]
- Benimakia lanceolata (Reeve, 1847)[4]
- Benimakia marquesana (Adams, 1855)[5]
- Benimakia nodata (Gmelin, 1791)[6]
- Benimakia rhodostoma (Dunker, 1860) [7]
- Benimakia robillardi (Tapparone-Canefri, 1879)[8]